# Capac, Michigan
Capac är en ort i Saint Clair County i delstaten Michigan, USA.